# Pelmatochromis ocellifer
Pelmatochromis ocellifer és una espècie de peix de la família dels cíclids i de l'ordre dels perciformes.

## Morfologia
- Els mascles poden assolir 13 cm de longitud total.[1][2]

## Hàbitat
És una espècie de clima tropical entre 25 °C-28 °C de temperatura.

## Distribució geogràfica
Es troba a Àfrica: rius Congo, Mangala i Ja.